# کبکور
کبکور (انگلیسی: Quebecor) شرکت مخابرات کانادایی است، که در سال ۱۹۶۵ تأسیس شد.